# گروه بی‌جی‌آی
گروه بی‌جی‌آی (انگلیسی: BGI Group) شرکت داروسازی چینی است، که در سال ۱۹۹۹ تأسیس شد.